# Unión Cantinil
Unión Cantinil («Cantinil»: del término «Cantigil» que significa «Serpiente venenosa») es un municipio del departamento de Huehuetenango de la región nor-occidente de la República de Guatemala. Es uno de los municipios más recientes que tiene el departamento de Huehuetenango ya que fue categorizado como tal en el año 2005.

## Toponimia
El topónimo «Cantinil» proviene del término «Cantigil» que se pronuncia Cantinil y significa «Serpiente venenosa»; se dice que anterirormente existía un serpiente muy grande y venenosa que vivía en las cuevas y ríos que atraviesan el lugar y fue denominada «Cantil de Agua».

## División política
Existen varios centros poblados en el municipio que se encuentran en las áreas rurales; en total hay dieciséis aldeas, seis caseríos, trece cantones y dos sectores:
| División | Nombre |
| -------- | --- |
| Aldeas   | - Esquipulas - Casa Grande - Valentón Cinco Arroyos - Los Planes - El Rincón - Nueva Independencia - Las Lomas - El Triunfo - Vista Hermosa - Los Regadillos - San José - Guantan - La Esperanza - La Tejera - Tajumuco - Villa Linda - Nuevo Progreso |
| Caseríos | El Durazno, Cuatro Caminos, La Reforma, El Mirador, Los Encuentros y La Rinconada |
| Cantones | - La Libertad - El Porvenir - El Cerro - Las Delicias - Buenos Aires - Villa Nueva - San Francisco - El Calvario - Buena Vista - Alta Mira - El Cementerio - Los Méridas                                                                               |
| Sectores | San José y California |

## Geografía física
El municipio de Unión Cantinil tiene una extensión territorial de 43 km².

### Ubicación geográfica
Se encuentra a una distancia de 73 km de la cabecera departamental Huehuetenango; está rodeado por municipios del departamento de Huehuetenango y sus colindancias son:
- Norte: Petatán
- Este: Todos Santos Cuchumatán
- Oeste: San Antonio Huista
- Sur: San Pedro Necta[6]

|                           | Norte: Petatán       |                               |
| Oeste: San Antonio Huista |                      | Este: Todos Santos Cuchumatán |
|                           | Sur: San Pedro Necta |                               |

## Gobierno municipal
Los municipios se encuentran regulados en diversas leyes de la República, que establecen su forma de organización, lo relativo a la conformación de sus órganos administrativos y los tributos destinados para los mismos.  Aunque se trata de entidades autónomas, se encuentran sujetos a la legislación nacional y las principales leyes que los rigen desde 1985 son:
| N.º | Ley                                                | Descripción |
| --- | -------------------------------------------------- | --- |
| 1   | Constitución Política de la República de Guatemala | Tiene una regulación legal específica para los municipios en los artículos 253 al 262. |
| 2   | Ley Electoral y de Partidos Políticos              | Ley de carácter constitucional aplicable a los municipios en el tema de la conformación de sus autoridades electas. |
| 3   | Código Municipal                                   | Decreto 12-2002 del Congreso de la República de Guatemala. Tiene la categoría de ley ordinaria y contiene preceptos generales aplicables a todos los municipios, e inclusive contiene legislación referente a la creación de los municipios.             |
| 4   | Ley de Servicio Municipal                          | Decreto 1-87 del Congreso de la República de Guatemala. Regula las relaciones entra la municipalidad y los servidores públicos en materia laboral. Tiene su base constitucional en el artículo 262 de la constitución que ordena la emisión de la misma. |
| 5   | Ley General de Descentralización                   | Decreto 14-2002 del Congreso de la República de Guatemala. Regula el deber constitucional del Estado, y por ende del municipio, de promover y aplicar la descentralización y desconcentración económica y administrativa.                                |

El gobierno de los municipios está a cargo de un Concejo Municipal mientras que el código municipal —ley ordinaria que contiene disposiciones que se aplican a todos los municipios— establece que «el concejo municipal es el órgano colegiado superior de deliberación y de decisión de los asuntos municipales […] y tiene su sede en la circunscripción de la cabecera municipal»; el artículo 33 del mencionado código establece que «[le] corresponde con exclusividad al concejo municipal el ejercicio del gobierno del municipio».
El concejo municipal se integra con el alcalde, los síndicos y concejales, electos directamente por sufragio universal y secreto para un período de cuatro años, pudiendo ser reelectos.
Existen también las Alcaldías Auxiliares, los Comités Comunitarios de Desarrollo (COCODE), el Comité Municipal del Desarrollo (COMUDE), las asociaciones culturales y las comisiones de trabajo. Los alcaldes auxiliares son elegidos por las comunidades de acuerdo a sus principios y tradiciones, y se reúnen con el alcalde municipal el primer domingo de cada mes, mientras que los Comités Comunitarios de Desarrollo y el Comité Municipal de Desarrollo organizan y facilitan la participación de las comunidades priorizando necesidades y problemas.
Los alcaldes que ha habido en el municipio han sido:
- 2005-2012: Rodrigo Tello
- 2012-2016: Marco Aurelio Alonzo Aguirre[8]
- 2016-2020: Augusto René Juárez Mazagiegos

## Historia
El área que ocupa el municipio moderno fue un lugar totalmente deshabitado e inaccesible a otros lugares del departamento de Huehuetenango hasta el año 1884. l territorio fue medido por los ingenieros Carlos Rosales y Eduardo Rubio acompañados de demás personas. El presidente de esa época Justo Rufino Barrios cedió el territorio al batallón del municipio de Chiantla para esconderse de sus enemigos. Poco a poco fue habitado por gente procedentes de la Ciudad de Guatemala para formar parte del ejército.
Después de haber sido habitado por muchas personas y ser más accesible, fue establecido como aldea en el municipio de Chiantla el 29 de febrero de 1884 con el nombre de «Cantinil». Se realizaron más medidas para oficializar la extensión territorial del lugar el 5 de abril de 1885.
Como era muy difícil el transporte desde la cabecera municipio de Chiantla a la aldea Cantinil, los pobladores solicitaron la independencia de la aldea con el municipio, lo que lograron finalmente el 11 de agosto de 2005, cuando se creó oficialmente el municipio de «Unión Cantinil».